# Jana Lukešová
Jana Lukešová, rozená Frömlová (* 10. listopadu 1959 Praha) je česká akademická malířka a restaurátorka. Patří mezi osobnosti tzv. české restaurátorské školy.

## Rodinný background
Matka Jany Lukešové byla restaurátorka středověkých deskových obrazů a fersek, Věra Frömlová–Zezuláková, pracovala v Národní galerii ve Šternberském paláci. Její otec, architekt Jan Fröml (* 1920 – 2009) vystudoval architekturu na Akademii výtvarných umění u architekta, malíře a návrháře profesora Jaroslava Fragnera, zajímal se o film, hudbu a literaturu.

## Současné rodinné vazby
Jana Lukešová je manželkou českého architekta, historika architektury, odborného publicisty a vysokoškolského pedagoga Zdeňka Lukeše, se kterým má tři děti: Jana (* 1981), Veroniku (* 1984) a Petra (* 1989). Jejím tchánem byl akademický sochař, výtvarník a ilustrátor Vladimír Kýn, její tchyní byla akademická sochařka Jaroslava Lukešová.

## Studia
Jana Lukešová studovala v letech 1980 až 1986 na Akademii výtvarných umění v Praze obor restaurátorství a to nejprve pod odborným vedením malíře, grafika a restaurátora profesora Raimunda Ondráčka a poté v ateliéru restaurátora, grafika, malíře, ilustrátora, kurátora a pedagoga Jiřího Toroně

## Odborné zaměření
Jana Lukešová se specializuje na restaurování malířských uměleckých děl, polychromovaných děl, fresek a sgrafit. Jejím zaměřením je studium techniky malby, technologické rekonstrukce – kopie gotické deskové malby, baroko, 19. stol. Restauruje obrazy všech typů (polychromované plastiky, nástěnné malby, plátna) od gotiky po 20. století včetně umění současného.

## Záliby
Zabývá se duchovním uměním, v oblibě má gotiku Lucemburků, Mistra Theodorika a Mistra třeboňského. Z období Rudolfa II. pak obdivuje díla Hanse von Aachen, Bartolomea Sprangera. Má ráda Křížovou cestu od barokního malíře Karla Škréty ve svatém Mikuláši.

## Restaurátorská tvorba
Její rozsáhlá restaurátorská tvorba je podrobně uvedena v této kapitole s tím, že její zásadní práce jsou vyznačeny tučně.
- 1984 – 1985: oprava fresek, kostel svatého Klimenta na Starém Městě, polečně s Věrou Frömlovou[5]
- 1985 – 1986: pozdně gotický obraz Ukřižovaný Kristus (kolem roku 1500, polychromovaná plastika), bazilika svatého Jiří, Pražský hrad[4][5]
- 1985: kopie portrétu Boženy Němcové od Josefa Vojtěcha Hellicha (čestné uznání universiáda Kobe, Japonsko)[5]
- 1985 – 1986: kopie portrétu H. F. Wussinové od Jana Kupeckého[5]
- 1986 – 1987: oprava fresek, kostel svaté Voršily, společně s Věrou Frömlovou[5]
- 1986 – 1987: Epitaf Adama Strzisky z Tachova, společně s Věrou Frömlovou a sochařem a restaurátorem Jiřím Tesařem[5] [p 1]
- 1989 – 1990: technologická rekonstrukce deskového obrazu svatého Ambrože od Mistra Theodorika pro Národní muzeum (expozice Lobkovický palác)[5]
- 1994: soubor křížové cesty z baziliky svatého Petra a Pavla na Vyšehradě[5]
- 1995: kopie oltářního obrazu svatý Lukáš s andělem podle Karla Škréty pro kostel v Křešicích u Litoměřic[5]
- 1995: kopie portrétu Kateřiny Kometové [p 2] od Antonína Machka pro Stavovské divadlo[5]
- 1994 – 1997: soubor asi 25 portrétů z galerie proboštů Vyšehradské kapituly[5]
- 1994 – 2000: restaurování souboru obrazů, zámek Častolovice, D. Šternbergová[5]
- 1994 – 1996: restaurování souboru obrazů ze zámku Orlík, Karel Schwarzenberg[5]
- 1997: technologická rekonstrukce Madony Aracoeli (kolem roku 1390) od Mistra Třeboňského oltáře (expozice - hrad Karlštejn)[5]
- 1996: Klatovská Madona, Vyšehradská kapitula[5]
- 1996: technologická rekonstrukce Vyšehradské Madony[5]
- 1996 – 1997: malba kopie oltářního obrazu Smrt svatého Václava podle Petra Brandla pro kostel v Břeclavi[5]
- 1997: soubor tří gotických plastik z kalvárie, muzeum Litovel (výstava Výtvarná kultura Moravy a Slezska 1400 - 1550, Olomouc 99)[5]
- 1999: pozdně gotická plastika sedícího Krista (po roce 1520) z děkanského kostela v Opavě (výstava Výtvarná kultura Moravy a Slezska 1400 – 1550, Opava 99)[5]
- 1998 – 2000: plastiky svatého Jiří ze sbírek zámku Konopiště[5]
- 1999 – 2000: oprava deskového obrazu proroka od Mistra Theodorika z Karlštejna[5][8]
- 2000: technologická rekonstrukce dvou obrazů církevních otců od Mistra Theodorika: svatého Ambrože a svatého Řehoře pro kapli svatého Kříže, hrad Karlštejn[5][8]
- 2004 – 2017: oprava souborů obrazů Antonín Chittussi, Josef Matěj Navrátil, August Bedřich Piepenhagen, Antonín Machek, Molenaer, Meindert Hobbema, Adrian de Vries, Nicolaes Pieterszoon Berchem, David Teniers, Jan Asselijn – soukromé sbírky[5]
- 1996: technologická rekonstrukce Roudnické Madony od Mistra Třeboňského oltáře[5]
- 1996 – 2004: restaurování souboru obrazů ze sbírek Alšovy jihočeské galerie v Hluboké nad Vltavou[5]
- 2004 – 2017: restaurování souboru obrazů ze sbírek městského úřadu Červený Kostelec - Antonín Chittussi, Liebscher, Čermák, Gustav Watzek) [p 3] společně s malířkou a restaurátorkou Miladou Stroblovou[5]
- 1999 – 2017: restaurování souboru obrazů ze sbírek Galerie výtvarného umění v Náchodě (GVUN) – ruské umění 18. - 20. stol.: Vladimir Borovikovskij, Karl Brjullov, Grigorij Musatov; sbírka evropského umění: Nicolas Poussin, Bonato, Peter Paul Rubens (pocta?); české umění: Antonín Machek, Preissler, Antonín Slavíček, Otakar Lebeda, Hudeček, Georgij Konstantinovič Guk-Kravčenko, Alexejev, apod.)[5]
- 2008 – 2014: restaurování polychromovaných plastik a oltářní architektury na souboru oltářů děkanského kostela Panny Marie v Polné[5]
- 2010: restaurování nástěnných maleb v kapli Svatého Kříže na Pražském hradě společně s výtvarnicí a restaurátorkou Alenou Krahulíkovou[5] [p 4]
- 2010: spolupráce při restaurování nástěnných maleb v knihovně Strahovského kláštera společně s Alenou Krahulíkovou a s akademickou malířkou a restaurátorkou Karine Artouni[5]
- 2014: kopie portrétu Johanna Rudolfa Maxmiliána von Hardegg [p 5] pro Karla Schwarzenberga[5]
- 2015: restaurování Pražské veduty pro Andrew Schapira – ambasadora USA[5]
- 2015: restaurování souboru polychromovaných plastik z mobiliáře děkanského kostela v Želivi[5]
- 2015: restaurování velkého portrétu Waltera Leslieho z Náchoda.[4] [p 6]
- 2016: restaurování souboru polychromovaných plastik z mobiliáře kostela v Oseku[5]

Ukázky restaurátorských prací
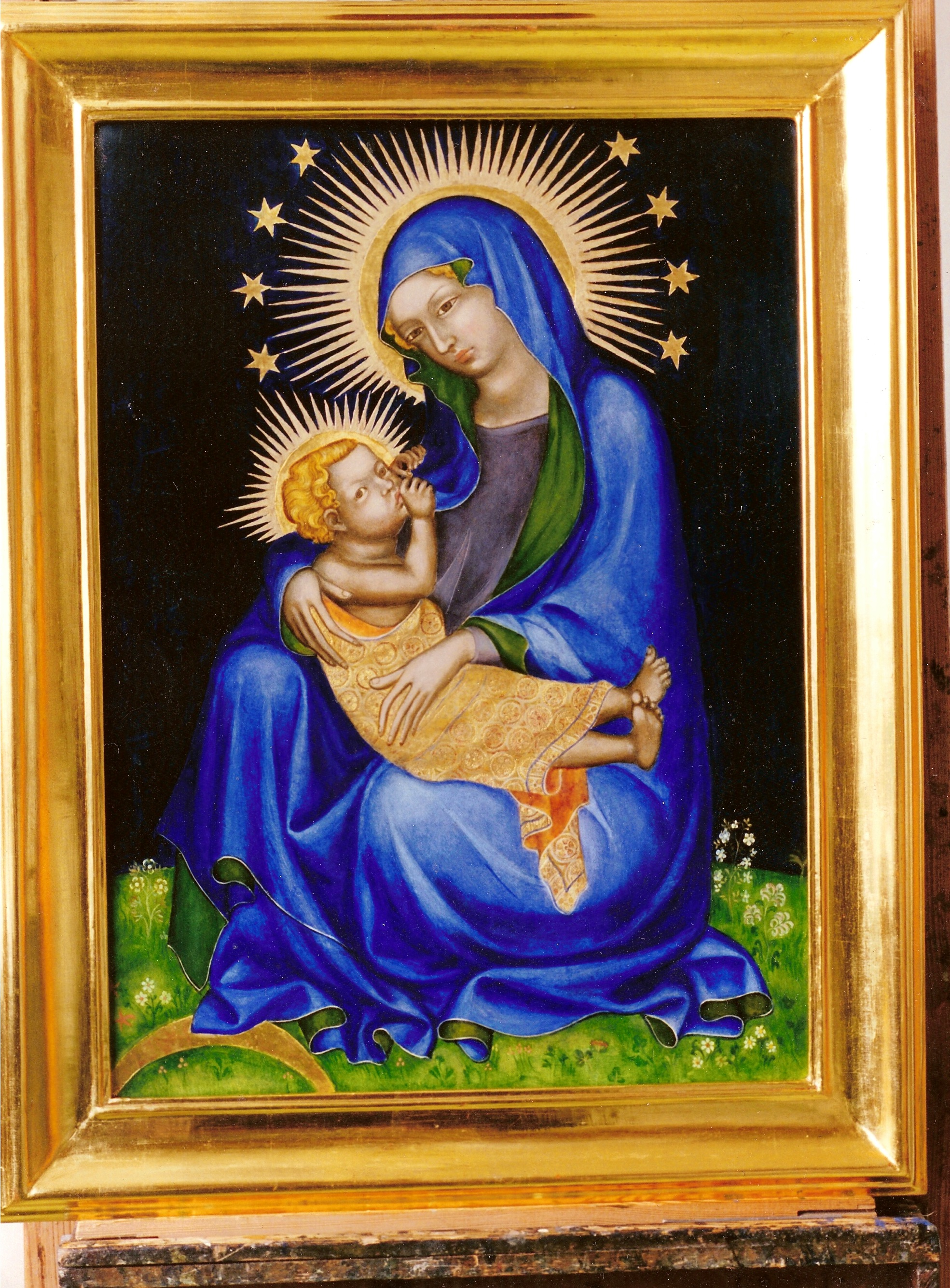
Kopie gotické Vyšehradské (neboli Dešťové) Madony
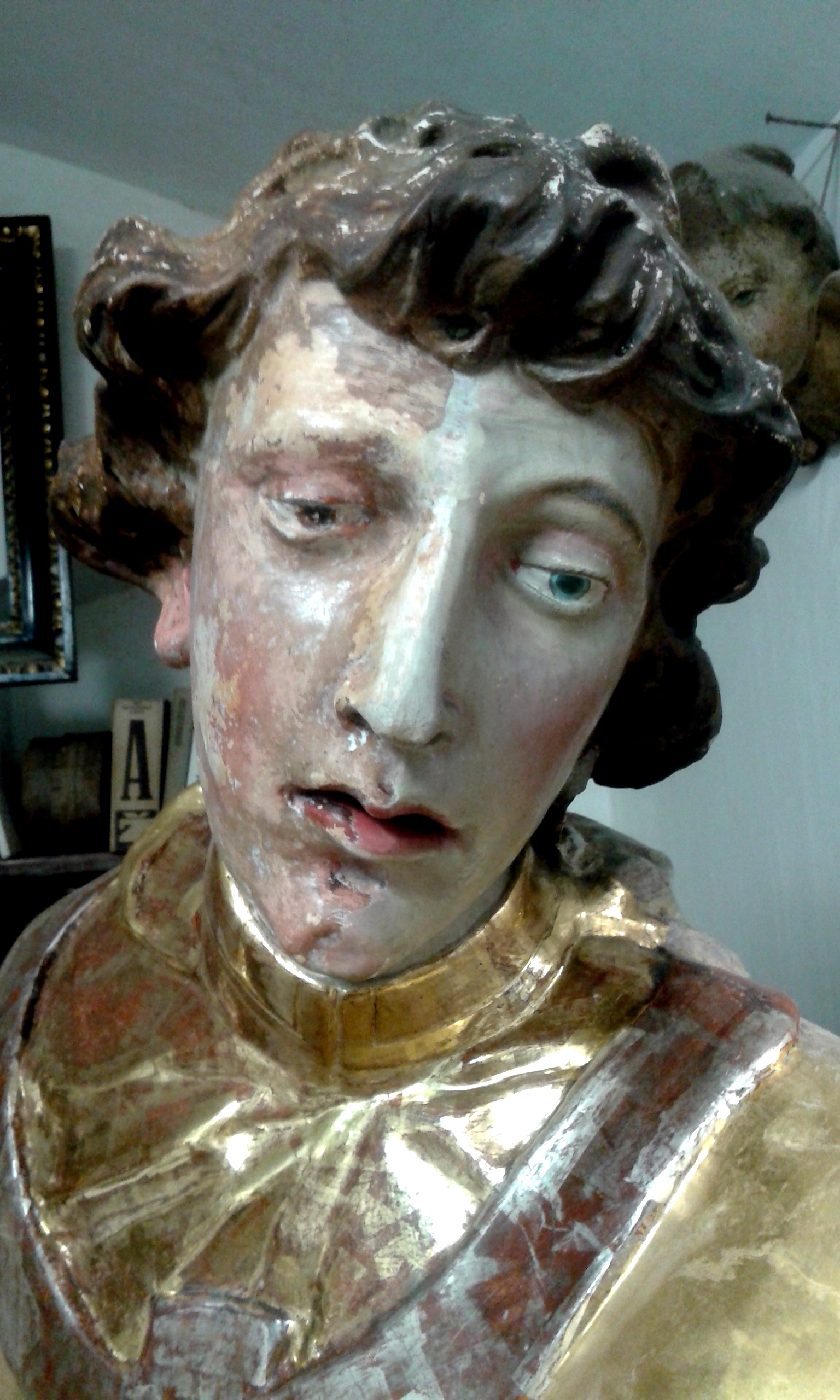
Restaurování barokní plastiky světce z Oseka
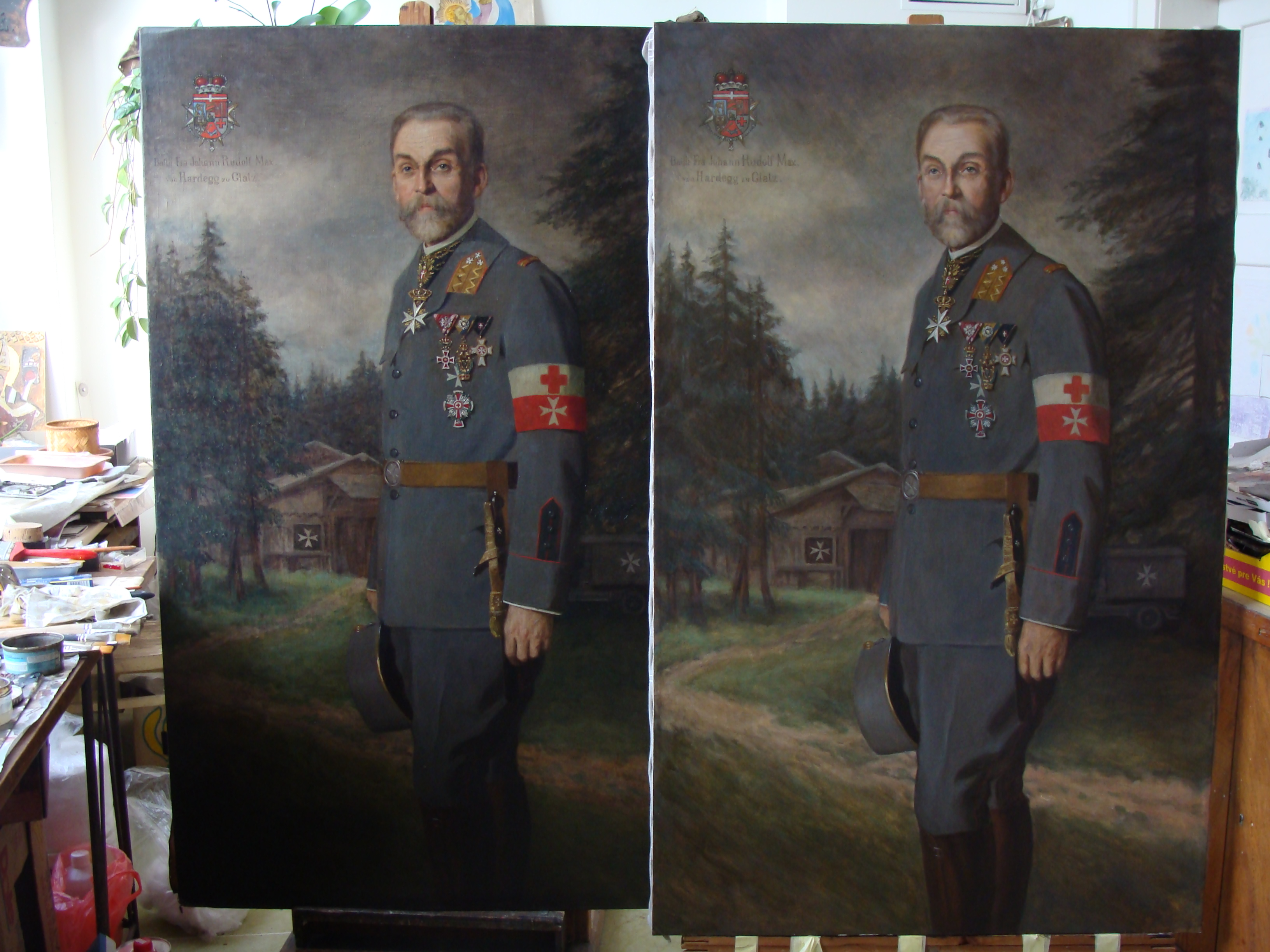
Originál a kopie portrétu Johanna Rudolfa Maxmiliána von Hardegg

Některá výše zmíněná díla (ilustrační fotografie)
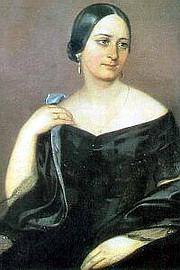
Portrét Boženy Němcové od Josefa Vojtěcha Hellicha
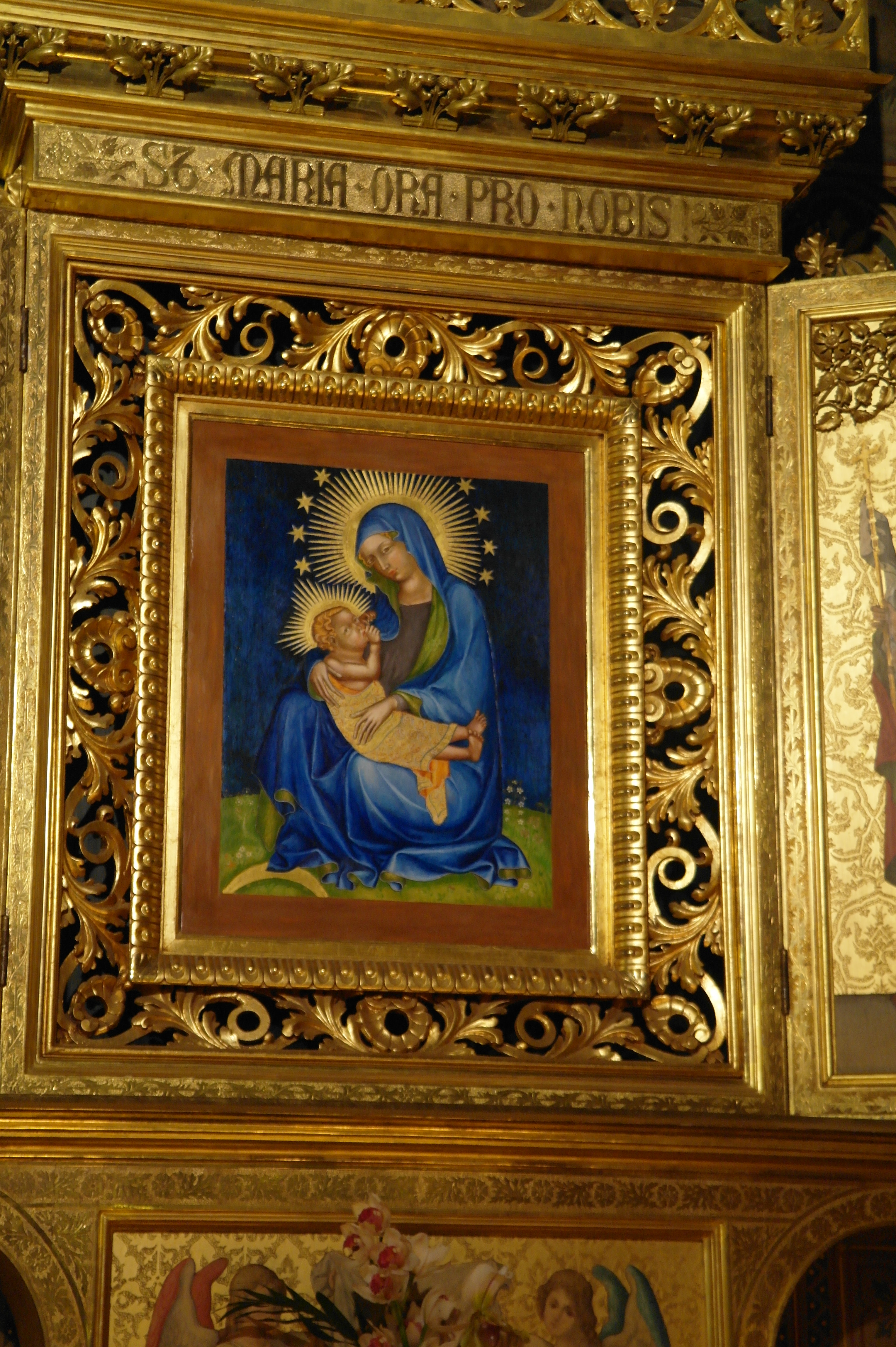
Madona Vyšehradská (také Madona Dešťová), kopie v bazilizce svatého Petra a Pavla na Vyšehradě z 80. let 20. století
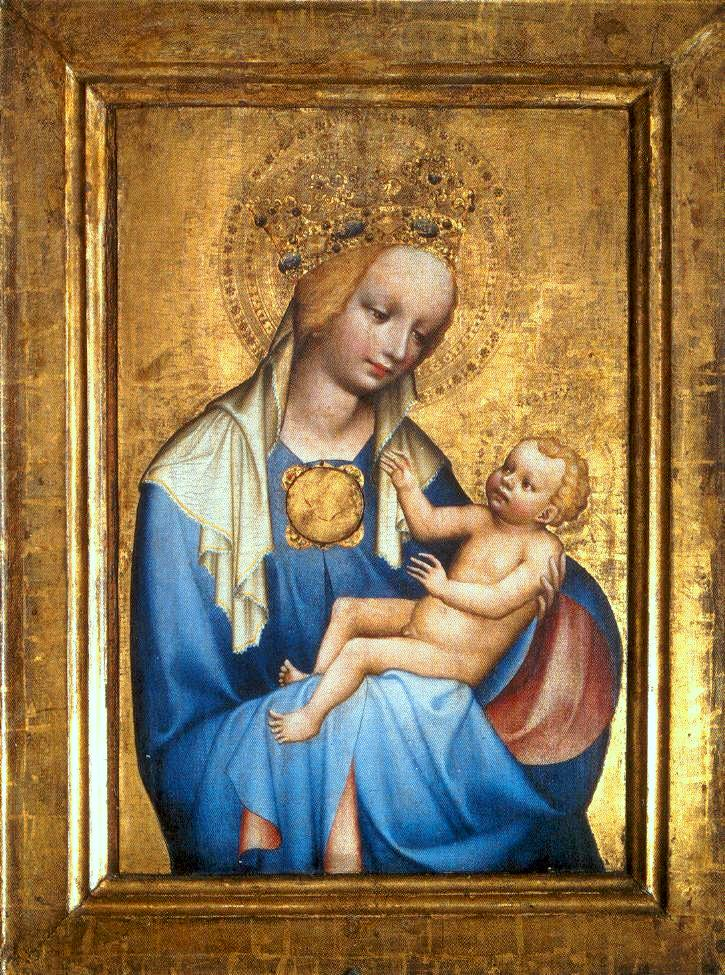
Roudnická Madona od Mistra Třeboňského oltáře

## Účast na výstavách
- 1985 – Universiáda Kobe, Japonsko (čestné uznání)[5]
- 1986 – Výstava absolventů AVU, Chodovská tvrz[5]
- 1988/1989 – „Restaurátorské umění 1948–1988“,[1] pražský Mánes[5]
- 1997 – Restaurované poklady Vyšehradské kapituly, Lobkovický palác[5]
- 1999 – Výtvarná kultura Moravy a Slezska 1400 – 1550, Olomouc, Opava[5]
- 1999 – Restaurované poklady Vyšehradské kapituly, Lobkovický palác[5]
- XXXX – stálá expozice hrad Karlštejn[5]
- XXXX – kaple sv. Kříže hrad Karlštejn[5]
- XXXX – stálá expozice Přemyslovský palác, Olomouc[5]
- 2008 – Obrazy a kresby ze sbírek Galerie výtvarného umění v Náchodě restaurované v letech 2001 - 2007[5] [p 7]

## Zmínky v odborné literatuře
Osoba Jany Lukešové je uvedena v kolektivním katalogu „Restaurátorské umění (Podíl českých výtvarných umělců na péči o kulturní památky)“, který byl vydán v roce 1989 a také ve Slovníku českých a slovenských výtvarných umělců 1950 - 2001 (VII. L - Mal) (2001).